# Marokkaanse barrière

Marokkaanse barrière: uitbreiding van de barrières in de loop van de tijd.

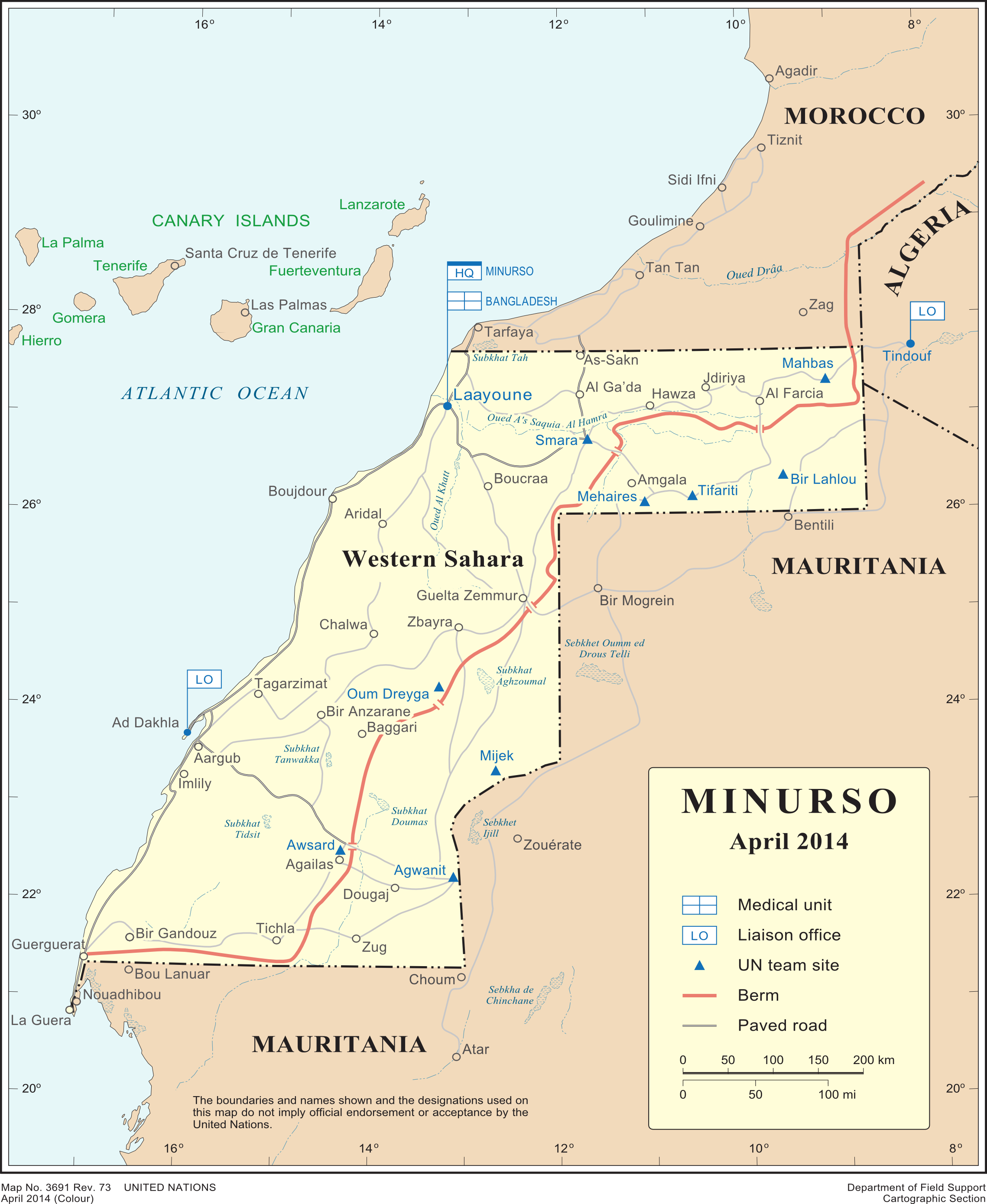
Kaartje met de barrière, die sinds 1991 ook als bestandslijn geldt

De Marokkaanse barrière is een 2720 kilometer lang bouwwerk, bestaande uit zandwallen, bunkers, prikkeldraadversperringen en mijnenvelden, dat hoofdzakelijk door Westelijke Sahara loopt. Deze grensbarrière is langer dan de voormalige Duits-Duitse grens en de huidige Israëlische Westoeverbarrière. De VN noemen de barrière in officiële documenten een "berm".

## Politieke achtergrond
De barrière werd vanaf 1980 gebouwd om guerrilla-strijders van de bevrijdingsbeweging Polisario die door de Verenigde Naties is erkend als de legitieme vertegenwoordiger van het Sahrawi-volk, buiten het door Marokko bezette deel van de woestijnregio te houden. Het noordwestelijke deel van Westelijke Sahara werd in 1976 door Marokko bezet en eenzijdig geannexeerd. In 1979 werd ook het zuidwestelijke deel bezet.
Circa twee derde van Westelijke Sahara valt binnen de barrière. De rest, door Polisario ook wel de vrije zone genoemd, wordt bestuurd door de door Polisario ingestelde regering van de Sahrawi Arabische Democratische Republiek (SADR). In 1991 tekende Marokko met Polisario een bestand.

## Kenmerken van de Marokkaanse barrière
De aarden wal is met een maximale hoogte van zes meter weliswaar geen onneembare hindernis, maar is zeer doeltreffend als waarschuwingssysteem. De wal is namelijk uitgerust met een elektronisch systeem en wordt om de vijf kilometer onderbroken door observatieposten. Vervolgens staat achter de wal artillerie opgesteld en staan mobiele legerbrigades klaar. Bovendien is de zone bezaaid met mijnenvelden en wordt het gebied voortdurend in de gaten gehouden door satellieten.
Omdat de deel-barrières op veel plaatsen woongebieden doorsnijden en omdat een derde van Westelijke Sahara aan de oostkant van de barrière ligt, zijn er verschillende enclaves ontstaan met geïsoleerde inwoners.

## Internationale betrokkenheid
De internationale aandacht voor de toestand rondom de barrière is klein. Eenmaal per jaar is er een demonstratie waaraan vooral Italiaanse activisten voor de mensenrechten meedoen. Verder houdt Polisario eens per jaar een bijeenkomst in zuidelijk Algerije, waaraan vrijwel alleen (oud-)inwoners van de Westelijke Sahara meedoen en die bovendien niet specifiek op de barrière is toegespitst.

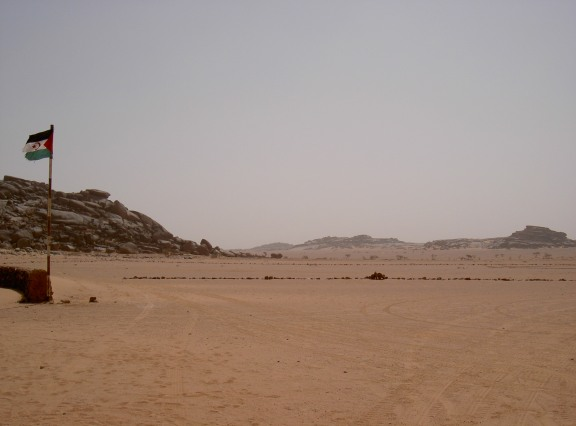
De barrière ten noorden van Tifariti.
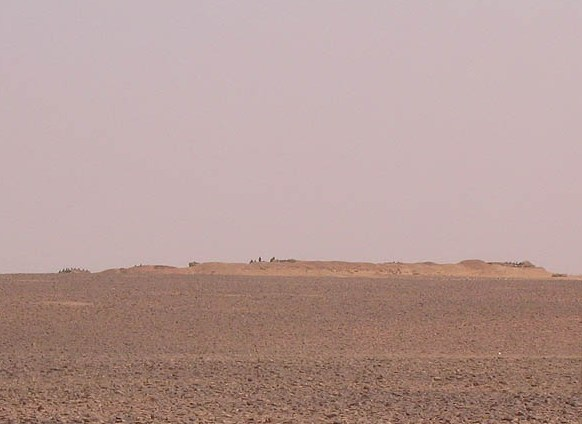
Ten zuiden van Mahbas.